# 高槻市立寿栄小学校
高槻市立寿栄小学校（たかつきしりつ じゅえいしょうがっこう）は、大阪府高槻市栄町に所在する市立小学校である。

## 沿革
- 1974年4月 - 高槻市立柳川小学校より分離（独立）開校する。
- 1975年2月 - 体育館棟が完成する。
- 1976年1月 - 校歌が制定・発表される。
- 1978年4月 - 障害児学級（現：特別支援学級）を設置する。
- 1996年1月 - ランチルームが完成する。
- 1997年12月 - コンピューター室が完成する。
- 2003年4月 - 学童保育室を校舎内に設置する。
- 2018年
  - 6月18日 - 同日朝発生した大阪府北部地震で被災する。この地震で同校に設置されているプールを校外から見えないようにするために施工されたブロック塀[1]が倒壊・崩落し[2][3][4]、その際に本校に登校のため歩道を通行していた在校生（当時4年）の女子児童が巻き込まれて死亡する災害が発生した[2][3][4]。
  - 8月30日 - 同日の市長記者会見において被災して使用中止しているプールを翌年夏までに校庭内に移転新築することを決定した[5]。

## 通学区域と進学先
- 高槻市[6]
  - 寿町一丁目1 - 21番
  - 寿町二丁目1 - 21番
  - 栄町一丁目
  - 栄町二丁目1 - 18番及び31 - 51番
  - 栄町三丁目1 - 12番
  - 川添一丁目

進学先は基本的に高槻市立第三中学校になるが、川沿一丁目のみ高槻市立柳川中学校が進学先となる。